# 普罗米修斯 (电影)
《普罗米修斯》（英語：Prometheus）是2012年的美国科幻电影，由雷德利·斯科特执导，乔·斯派茨和戴蒙·林道夫编剧，劳米·拉佩斯、麥可·法斯賓達、盖·皮尔斯、伊德瑞斯·艾尔巴、羅根·馬歇爾-格林和查理兹·塞隆主演。故事背景是21世纪末，剧情围绕“普罗米修斯号”（Prometheus）太空船及船员展开，他们根据从多个地球古文明文物中发现的星图前往外太空寻找人类的起源。然而当他们到达一个遥远的世界后，却发现了可能导致人类灭绝的威胁。
本片的开发早在21世纪初就已经开始，原本的计划是作为《异形》系列的第五部电影作品。斯科特与另一位导演詹姆斯·卡梅伦拓展出思路，为前者于1979年推出的科幻恐怖片《异形》制作一部前传。但因2003年的《异形大战铁血战士》抢占先机，所以本片的发展一直处在休眠状态。直至2009年，斯科特再次对原先的拍摄计划表现出兴趣。斯派茨撰写了一个《异形》系列电影前传的剧本，但斯科特选择了不同的剧情发展方向，以免与之前的电影在線索上出现重复。2010年末，林道夫加入进来对斯派茨的剧本进行改写，他和斯科特一起开发一个既发生在《异形》之前，又与该系列没有直接联系的故事。根据斯科特的说法，虽然影片的故事和《异形》发生在同一个宇宙，并且情节从一定程度上来说也与《异形》存在千丝万缕的联系，但《普罗米修斯》探索的仍然是其独立的神话和理念。
影片于2010年4月开始进入制作阶段，这一时期电影制作人员根据需要开发许多新的技术，也设计了多种新的生物。电影的主体拍摄工作于2011年3月开始，估计预算为1.2至1.3亿美元。全片完全是由三维摄像机拍摄而成，绝大多数外景为实景，取景地点包括英格兰、冰岛、西班牙和苏格兰。影片透过包括網路上的病毒式行銷手段进行宣传，并发行了三段预告片，其中包含有电影中的几位主要角色，扩展虚拟宇宙中的元素，这几段预告片获得良好的迴响，还赢得一些电影奖项的肯定。《普罗米修斯》于2012年6月1日在英国上映，6月8日在北美发行，全球票房超过4.03亿美元。影评人称赞电影中的视觉美学设计以及演员的表演，最引人注目的就是米高·法斯賓達扮演的智能机器人大卫。不过，影评人对电影的剧情褒贬不一，他们的批评认为，剧情元素有些缺乏惊喜，没有对提出的问题加以解决。续集《异形：圣约》于2017年5月19日上映。

## 剧情
一艘悬停的飞船离开了一个看起来与地球有些相似的星球，留在地表的一位类人类外星人看着离开的飞船，打开一瓶黑色、冒泡的液体喝下，然后他的身体立即就开始瓦解。外星人的遗体分化后墜入旁边的瀑布，他的DNA引发了生源反应。
2089年，考古学家伊丽莎白·肖（Elizabeth Shaw）与查理·赫洛维（Charlie Holloway）在苏格兰的斯凯岛找到了一份星图，这份星图与其他几个相互间没有联系的古文明遗迹中找到的相符。他们相信，这是由人类的先驱“工程师”所发出的邀请。韦兰公司的年迈的首席执行官彼得·韦兰（Peter Weyland）为一支探险队提供资金，让他们登上科研飞船“普罗米修斯号”根据星图前往遥远的行星。飞船飞行过程中船员都处于休眠状态，由人形机器人大卫（David）监控旅程。船只于2093年到达目的地，船员得知他们的任务是要找到工程师。此次任务的负责人梅莉迪丝·维克斯（Meredith Vickers）命令船员没有她的允许不能擅自与外星生命接触。
“普罗米修斯号”降落在一个大型人造建筑附近，船员组织了一支小队进去考察。他们在里面找到了许多石瓶，还有巨大的人形雕像，以及一个身首异处的外星人尸体，肖找到了它的头。他们还找到了其他多具尸体，因此推测此物种已经灭绝。考察队中的密尔本（Millburn）和费菲尔德（Fifield）对这场使命的真实目的感到很不自在，于是试图返回“普罗米修斯号”，但却都在里面迷路了。由于有一场风暴快速逼近，考察队提前结束了考察并返回飞船。大卫秘密地把一个石瓶带到了船上，而遗留的石瓶上则开始渗露出黑色的液体。考察队把外星人的头带到船上进行检验，发现工程师的与人类相符，可是檢驗引發外星人頭部殘骸爆炸。大卫打开了石瓶研究其中的黑色液体，不久赫洛维走了进来，表示自己为了找到答案愿意付出任何代价，于是大卫有意地将一点黑色液体混入饮料中递给毫无防备的赫洛维喝了下去。之后不久，肖与赫洛维发生性行为。
密尔本和费菲尔德在建筑内发现了放有大片石瓶的地方，石瓶中不断地有黑色液体渗出，一条像蛇一样的生物咬破了密尔本的防护服并杀死了他，然后喷出一股股腐蚀性的液体熔化了费菲尔德的头盔，后者也倒在一片黑色液体中。其他船员回来后发现了密尔本的尸体，单独行动的大卫发现了一间控制室，里面还有一位尚处在休眠中的幸存工程师及一份目标为地球的星图。与此同时，赫洛维的身体状况急剧恶化，蕭急忙將他送回“普罗米修斯号”进行治疗，但维克斯拒绝让他上船，争执之下她用火焰喷射器烧死了他。之后经过医疗扫描发现，患有不孕症的肖居然怀孕了。她害怕这个孩子可能与赫洛维的死有关，于是用船上的自动手术台从腹部取出了一个像鱿鱼一样的动物。之后肖发现彼得·韦兰也在这艘船上，他打算请工程师帮助延长自己的寿命，同时揭露他还是维克斯的父亲。
费菲尔德突变成了一只可怕的怪物并攻击了“普罗米修斯号”的机库，杀死了多名船员后才被别的船员所杀。“普罗米修斯号”的船长简尼克（Janek）推测，这个人造建筑是工程师的一个军事设施，而黑色液体则是一种致命的生物武器，其失控导致了设施的荒废，他还相信这个建筑中存在一个航天器。韦兰与另外几人在大卫的陪同下到达控制室，肖也跟在后面。大卫唤醒了休眠中的工程师，然后开始向对方说明韦兰的期望。没想到工程师竟然扯下了大卫的头，然后杀死了韦兰及其队员，只有肖成功逃脱，然后工程师重新激活了飞船。肖告诉简尼克，工程师的目标是地球，打算在地球上释放那种可怕的黑色液体毁灭人类，请他一定要阻止工程师的飞船。简尼克弹出救生艇，将“普罗米修斯号”朝外星人的飞船撞上去，牺牲了自己和另外两位飞行员。维克斯从救生艇中逃出，但被工程师严重损毁的飞船压死。前往救生艇的肖发现自己的外星人后代还活着，并且已经长到非常大。大卫的头部功能仍然正常，他警告肖那个工程师还活着。工程师强行打开了救生艇的气闸来攻击肖，后者为自保而放出外星人后代，工程师虽然极力挣扎，但还是被制服，被怪兽的产卵器刺入喉咙。肖找到了大卫，并在后者的帮助下启动了另一艘工程师的飞船，她打算找到工程师的母星，了解为什么他们要毁灭人类。肖與大卫在2094年離開該星球，並發出警告訊息稱該星球已無人生還、切莫前往。
影片的最后一个镜头显示救生艇上工程师的胸口突然迸发出了一只异形。

## 演员
- 劳米·拉佩斯 饰 伊莉莎白·蕭：

拉佩斯形容自己扮演的这个考古学家对神的信仰非常强烈，并称“电影中途发生了许多事情，她变成了一个战士，到了最后，她又成了唯一的幸存者”。 为了辅助自己的方法演技，她给肖制定了一套完整的背景故事，并与一位方言教练合作来练习英国口音:64。她还请自己的化妆师在拍摄期间给自己的妆中增加额外的血迹和汗迹，让角色更加真实可信。拉佩斯说：“我们在那里拍摄了差不多六个月，真是超级紧张，我身上有时候会觉得很痛，但这个过程又实在是棒極了。”她拒绝把自己的角色与《异形》系列中的埃伦·里普利（Ellen Ripley）相比较。拉佩斯是在出演了2009年的电影《龙纹身的女孩》后引起了导演雷德利·斯科特的注意，两人在2010年8月进行了会面，她的角色在2011年1月确定。电影开发过程中，另外几位女演员，安妮·海瑟薇、娜塔莉·波特曼、杰玛·阿特登、嘉莉·慕萊根和艾比·考尼什都曾是这个角色的考虑人选。出生于2003年的露西·哈钦森（Lucy Hutchinson）在片中扮演童年时代的肖。
- 米高·法斯賓達 饰 大卫：

大卫是一个人形机器人，是飞船上的管家兼维修员。它看起来和人类非常相似，并且开始发展出“自我、不安全感、嫉妒和羡慕”。编剧戴蒙·林道夫表示，这个角色提供了一个非人类的视角来看待片中发生的事情。他说：“从一个机器人的眼里看来，这是部什么样的电影？如果你问他：‘你对这一切都怎么看？发生了什么事？你怎么看待身边这些人类？’想想看，要是我们找到了一种方法来让机器人回答这些问题，那不是很酷吗？”法斯賓達表示：“在大卫看来，人类船员有些孩子气。他的嫉妒和傲慢都是因为他意识到自己的知识包罗万象，因此比人类更加优越。大卫希望自己的才能受到认可和称赞”。在发展自己角色的过程中，法斯賓達没有去观察和模仿《异形》和《异形2》中的机器人角色，而是对斯科特1982年科幻片《银翼杀手》中的复制人进行观察，他特别关注其中肖恩·杨（Sean Young）扮演的瑞切尔（Rachael）一角，对其缺少但又渴望拥有灵魂的特点很感兴趣。此外，《2001太空漫遊》中哈儿计算机的声音，奥运会跳水运动员格雷格·洛加尼斯的动作特点，还有大卫·鲍伊、狄·保加第和彼得·奧圖分别在《天外来客》（The Man Who Fell to Earth）、《仆人》（The Servant）和《阿拉伯的劳伦斯》中的表演都给予了法斯賓達更多的灵感，大卫的金发就是仿照托马斯·爱德华·劳伦斯:72。斯科特很看好由法斯賓達扮演这个角色，之前的报道声称后者的經紀人要求的片酬过高，但法斯賓達还是在2011年1月确认出演。
- 查理兹·塞隆 饰 梅莉迪丝·维克斯：

维克斯是韦兰公司的雇员，她的任务是对这次远征进行监控:67。塞隆形容这个角色很神秘，其真实身份和目的“随着情节发展而逐渐显露出来”，而且“一定程度上是个反派……（她）肯定事先就有所企图”。她认为“维克斯是个务实的人，极力想要控制住局面”。斯科特不希望把这个角色作为电影中的重点，而是让她潜伏在镜头的背景中观察其他的角色。塞隆称，这有助于让她的角色更有层次感，因为“你一下子就会变得对她充满怀疑”:84。维克斯和大卫在外貌和举止上的类似之处旨在让观众相信大卫有可能是基于维克斯的，或是维克斯自己就是个机器人。塞隆获选出演这个角色后与斯科特和林道夫合作，给角色增加了三个镜头，来让其形象更加丰满。电影中有一些动作场面需要塞隆穿上重达14公斤的靴子从沙堆上跑过，这对她来说很困难:84。塞隆原本是扮演肖的人选，但由于已经答应出演《疯狂的麦克斯：狂暴之路》而分身乏术。之后该片予以推迟，因此塞隆得以重新加入《普罗米修斯》:7-8。杨紫琼和安吉丽娜·朱莉都曾是这个角色的考虑人选。
- 伊德瑞斯·艾尔巴 饰 简尼克：

简尼克是“普罗米修斯号”的船长。艾尔巴形容这是一个拥有军事背景的“码头工人和水手”:66。他说：“他的生活就是作为一名船长，船上的船员也是他的责任”，而且“他的性格现实而务实。他必须要参与进来……在这样一部充满了理念的电影中，你需要有一个这样的角色，他可以提出像‘等等……为什么我们要这么做？’这样的问题”:66。
- 盖·皮尔斯 饰 彼得·韦兰：

韦兰是韦兰公司的创始人兼CEO，拥有亿万身家。林道夫形容这个角色非常自负，而且有着严重的上帝情结（god complex）。每一次使用假肢和化妆术把皮尔斯改造成年老的韦兰需要5个小时的时间，之后的卸妆又需要一个小时。皮尔斯透过对老年人的动作进行观察来为自己角色的行为作参考，他发现出演这个角色最困难的部分就是不断重复不流畅的身体运动。斯科特原本选择的是麥斯·馮·西度来饰演韦兰，但皮尔斯试镜时让导演觉得既可以由他扮演年长的韦兰，又可以诠释早期剧本草案中的年轻版角色。
- 羅根·馬歇爾-格林 饰 查理·赫洛维：

赫洛维是个考古学家，也是肖的情人:69。马歇尔-格林是在出演《外外百老匯》后获选在本片中出镜的:69，他形容赫洛维是那种“极限运动型科学家”，并表示自己很喜欢角色身上那种“先跨后看”的哲学理念。他还表示，赫洛维“并不想与自己的创造者见面，他愿意付出很大的代价来达到目的”:69。对于人物的行为动机他说：“他把每件事都做到极致，有时这样更好，但有时也会很糟。我想他这样做都是为了获得探索过程中的那种刺激”。马歇尔-格林还把赫洛维与肖进行了这样的对比：“她是位信徒，而我是科学家，是怀疑论者，是无神论者”。
- 西恩·哈里斯（Sean Harris） 饰 费菲尔德：

费菲尔德是个地质学家，执行了多次任务后精神状态有些不稳定:65。哈里斯形容这是个“能够感觉到出事情了的人。他是那种会在旁边说‘别走那条通道。我们不应该这么幹！’的人”:65。该角色鲜红色的莫霍克发型是由哈里斯和斯科特根据后者的一份素描设计的，素描上画的是一个拥有“严重发型”的男子:65。
- 拉菲·斯波（Rafe Spall） 饰 密尔本：

密尔本是位生物学家。斯波本来是为另一个角色参加试镜，但斯科特希望由他来诠释密尔本:70。斯波称《异形》是有史以来最伟大的电影之一，而且「能够在《异形》的片场身穿宇航服，还有雷德利·斯科特走过来对你说话的感觉真是太时髦了，感觉太棒了。这就是我想成为一名演员的原因，可以身穿宇航服出现在《异形》的片场」。
片中的其他几位演员包括饰演船上医生福特（Ford）的凯特·迪基（Kate Dickie）:70，分别扮演两位飞行员钱斯（Chance）和拉威尔（Ravel）的埃那姆·埃利奥特（Emun Elliott）和王漢斌，派翠克·威尔森出演肖的父亲，伊恩·怀特（Ian Whyte）和丹尼尔·詹姆斯（Daniel James）诠释工程师。

## 主题
《普罗米修斯》的核心主题涉及希腊神话中的同名巨人，他违抗神的意旨，把火作为礼物送给人类，因此而受到永无休止的惩罚。众神希望对自己创造的生命加以限制，以免他们试图推翻自己。本片涉及的就是人类和创造他们的神之间的关系，以及违抗他们所带来的后果。一支人类探险队试图找到神并了解有关信仰、永生和死亡的知识。他们找到与人类相比如神般更加高等的生命，但“普罗米修斯号”的一众船员也需要为自己的追寻付出惨重的代价。肖对剧情中发生的事件有直接责任，因为她希望能确认自己的宗教信仰，并且相信自己有权从神那里得到答案，但最终她的问题没有得到解答，反而因自己的狂妄自大而受到惩罚。影片中有许多类似的处理手法，提供情节和线索但又不表明其含义，将其中的联系和最终的结论留给观众想像，提出的问题也并没有全部作出解答。工程师在片中事件发生2000年前就决定将人类毀滅，这其中也隐含有宗教典故。斯科特认为，工程师被派往地球阻止人类越来越强的侵略性，但最终被钉死在十字架上，意味着这位工程师就是耶穌。不过，斯科特也觉得电影中的这些联系并不明显，没有必要过度深究。
机器人大卫外貌和人类一样，但却希望自己与人类完全不同，避免了像《银翼杀手》中那种“机器人讲故事”的常见主题。大卫是根据人类形象创造的，当“普罗米修斯号”船员寻找自己的创造者，期待获得一些永恒问题的答案时，大卫就站在自己的创造者身边，对他们的目标丝毫不感兴趣:60。大卫反过来向自己的创造者提出疑问，为什么他们会想寻找自己的创造者。林道夫形容“普罗米修斯号”就像是囚禁大卫的监狱。在电影的最后，大卫的创造者韦兰被杀，他的基本规划也没有人来接手。林道夫解释称，大卫的编程目标不明，而他有可能经过了肖的编程，或是自己的好奇心驱使他编写自己的程序。大卫受到肖的吸引，会在她入睡后观看她的梦境，与他反复观看《阿拉伯的劳伦斯》的方式一样。韦兰死后，大卫留在肖的身边，并且是真诚而且有兴趣地要跟随她，一方面这是为了生存，另一方面也是出于好奇。
另一个主题则是创造和“我是谁？谁创造了我？为什么抛弃我？”这样的问题。在对片中宇宙神话发展的过程中，剧组人员探索犹太教和基督教有关创造人类的说法，但斯科特对罗马神话和和阿兹特克创世神话中的观念更感兴趣，其中神透过牺牲自己来创造出和自己形象相同的人类。这一创造过程在电影的片头得到體现，一位工程师吞了黑色液体，牺牲自己来作为一个“太空园丁”，把生命带到一个星球上。他们的一次远征创造人类，后者又根据自己的形象创造人造生命（大卫）。大卫又把黑色液体給赫洛维服下，后者则让不孕的肖怀有身孕，而创造出的生命又在工程师体内孕育出新的生命，这個新生命是全部三代生命的产物。斯科特将工程师比做约翰·弥尔顿《失樂園》中的黑暗天使，认为人类不是上帝的后代，而是黑暗天使的后代。
肖是船上唯一的宗教信徒，并戴有基督教十字架项链公开表明宗教信仰。林道夫称，从角色的科学知识来看，她的信仰在2093年显得有些过时。肖在得知自己是由工程师而非超自然的神灵创造后非常兴奋，并且不但没有因此失去信仰，反而更加坚定。林道夫表示，这说明提出问题和寻找含义正是生命的意义，而且观众也会想到肖是不是因为有所信仰而受到神的保护这样的问题。斯科特希望电影在肖声明自己仍然在寻找确切答案时结束。虽然有这样的宗教主题，但林道夫表示，《普罗米修斯》仍然是一部偏向科学的电影，并且探讨了科学知识是否可以与对神的信仰共存这样的问题。
除了来自《失乐园》中的各种影响因素外，《大西洋》杂志的格温迪尼·穆尔蒂（Govindini Murty）还指出了电影受到的其它影响，他认为本片的画面与斯坦利·库布里克的《2001太空漫游》、列奥纳多·达·芬奇的《维特鲁威人》以及马里奥·巴瓦的《恶魔星球》（Planet of the Vampires）有着千丝万缕的联系。斯科特还透过从米尔顿的《失乐园》和威廉·布莱克的象征性图画中取材创作一个明显的英语神话，扩充原本《异形》中的虚拟宇宙。

## 制作

### 发展
2002年时，开发第五部《异形》系列电影的进程就已开始。斯科特打算回归自己1979年推出的科幻恐怖片《异形》所开创的电影系列，拍摄一部探索该系列异形生物和“太空骑师”起源的续集，其中后者是一个曾在《异形》中短暂出现的外星生命，是一艘废弃太空船上已经死亡的飞行员。主演了全部四部《异形》系列电影的女演员西格妮·韦弗也表示有兴趣回归这一系列。《异形2》的导演詹姆斯·卡梅隆与斯科特讨论过续集的潜力，并开始与另一位编剧一起为电影创作一个故事。这一时期20世纪福克斯找到卡梅隆，给他看了一个将把异形和另一个名为《铁血战士》电影系列中的同名外星生命串联起来的剧本构思，这个项目就是之后于2004年上映的科幻电影《异形大战铁血战士》。当20世纪福克斯确认会拍摄这部电影后，卡梅隆停止了之前开始的工作，因为他相信这样一部串联作品将会令《异形》系列的价值受到致命打击。2006年，卡梅隆确认自己不会回归到《异形》系列的续集项目中，他相信这个系列是福克斯公司的资产，自己也不愿意与这个会试图对续集的潜力产生影响的公司打交道。
2009年5月，福克斯表示这一项目将会“重启”《异形》系列，之后很快有报道称影片将是《异形》的前传，但片名未知。2009年6月，福克斯公司在导演人选问题上与斯科特发生了冲突，福克斯只愿意在斯科特亲自执导的情况下继续这个项目，但斯科特选择了前电视广告导演卡尔·埃里克·林斯克（Carl Erik Rinsch）来执导，项目的发展也因此暂停。2009年7月，斯科特签下了导演本片的合约，剧作家乔·斯派茨获聘根据自己提出的《异形》前传构思来编写剧本:84。由于导演和编剧都已到位，并且也对斯派茨的构思感到满意，福克斯于是将电影上映日期定在2011年12月，但这之后不得不加以延迟。2010年6月，斯科特宣布剧本已经完成并且将会开始进入前期制作，还计划在2011年1月开拍。福克斯最终决定把项目发展成一部原创作品，并于2010年7月请来林道夫对斯派茨的剧本进行改写。2010年10月，林道夫向福克斯递交了自己改写的剧本。斯科特起初申请了2.5亿美元的预算，并且打算把影片拍摄成一部面向成年人的作品，但福克斯不大情愿投入这么大的一笔资金，并且希望电影能确保获得更低的年龄段分级，增加潜在的观众数量。
2010年12月，有报道称本片的片名为《天堂》（Paradise），来源于约翰·弥尔顿的《失乐园》，但斯科特认为这样的片名会传达出太多有关电影的信息。福克斯的CEO托马斯·罗斯曼（Thomas Rothman）建议用《普罗米修斯》，这个片名于2011年1月确定选用。电影上映日期定在2012年3月9日，但几星期后又推迟到了2012年6月8日。片名确定后，制作团队开始公布本片与其起源的《异形》之间的区别，并且对于影片之间的联系含糊其辞，相信这样可以让观众对《普罗米修斯》产生更强的期待感。斯科特表示，“虽然《异形》的确是本项目的起点，但这是一个原创的故事，其创作过程中进化出了新的宏伟神话和宇宙。可以说，敏锐的粉丝会发现本片与《异形》的之间存在千丝万缕的联系，但本片中的构思是独特、宏大而且很具挑衅性的”。2011年6月，斯科特和林道夫确认《普罗米修斯》中的故事与《异形》系列发生在同一个宇宙中。2011年7月，斯科特表示“到第三幕结束时，你会开始意识到这其中的来自第一部《异形》，而不是之后的任何一部续集”。

### 编剧
斯派茨和斯科特于2009年下半年进行会面探讨了后者打算制作的《异形》前传。斯派茨提出了自己的构思，其中包括一个可以把电影中人类角色和异形的故事联系起来的“桥梁”。斯派茨很快得到聘用，他相信这正是因为自己的“桥梁”构想，他表示自己是在没有任何预想的情况下自发地创作出了这一理念。斯派茨写了份长达20页“非常详细的大纲”，并在三个半星期的时间里就完成了剧本初稿，于2009年圣诞节递交给制片人。过了不到12个小时，斯科特把剧本给回斯派茨，并附有说明需要进行改动的注释，后者于是在圣诞假期进行更改。
斯派茨的任务是对像《异形》中太空骑师这类没有得到解决的谜团进行探索。他认为《异形》的神秘之处就是外星人的本质，称“所有的谜团都有外星人的参与：那种骨骼直接露在外面的恶梦般生物......那个被称为‘太空骑师’，面部像大象一样的巨人......我要怎么做才能让人对这些生物之间所发生的故事感兴趣？”他解决这个问题的方法是将异形的奥秘与人类的过去和未来联系起来：“如果因某种原因这成了一个有关我们自己的故事，并且与人类有深层次的联系。那么这个故事就改变了我们自己生命的意义，甚至会让我们对自己的生活有完全不同的理解。”斯派茨发现，要把斯科特风格的视觉概念用文字的形式表达出来非常困难，而且他也会周期性地受到斯科特一些思路的限制。他和斯科特在片场进行探讨时提醒对方，电影中的角色受到重力的约束，不可能就这样漂浮在空中。到了2010年4月，剧本已经写到了第四稿。对于这份剧本，斯科特表示：“我们谈到了神与工程师，太空中的工程师，以及那些异形被创造出来究竟是作为一种生物战争的形式，还是一种可以清理一个星球的生物。”2010年6月，斯科特宣布剧本已经完成并且随时可以开拍。
然而接下来斯科特并没有马上开拍，而是联系了林道夫，请对方来复审斯派茨的剧本:54。不过一个小时后，一位信差把剧本送到林道夫手中，并表示自己就在外面等，林道夫看完后他就会把剧本带回去。林道夫并不知道斯科特以及制片人对于已有剧本的态度，他在看过剧本后告诉他们，自己觉得其中的整体概念很吸引人，但这个故事过于依赖《异形》电影中的元素，如异形生物的生命周期等。作为与《异形》直接联系起来的前传，其关注重点是把故事朝已有电影的方向发展，把《异形》中那些熟悉的线索重新建立起来:54，而斯科特希望的恰恰是避免重复自己以前的成果:58。林道夫说：“如果（本片）的结局就只是出现那个约翰·赫特走进去后看到到处都是（异形的）蛋的房间，那真是一点意思都没有，因为我们都可以预料到这一点。好的故事就是那些你不知道会怎么结束的故事。”:58“一部真正的前传虽然其中的事件总体会与原来的电影联系起来，但这应该是一个完全不同的故事，包含不同的角色，拥有完全不同的主题，只不过是发生在同一个世界里而已。”

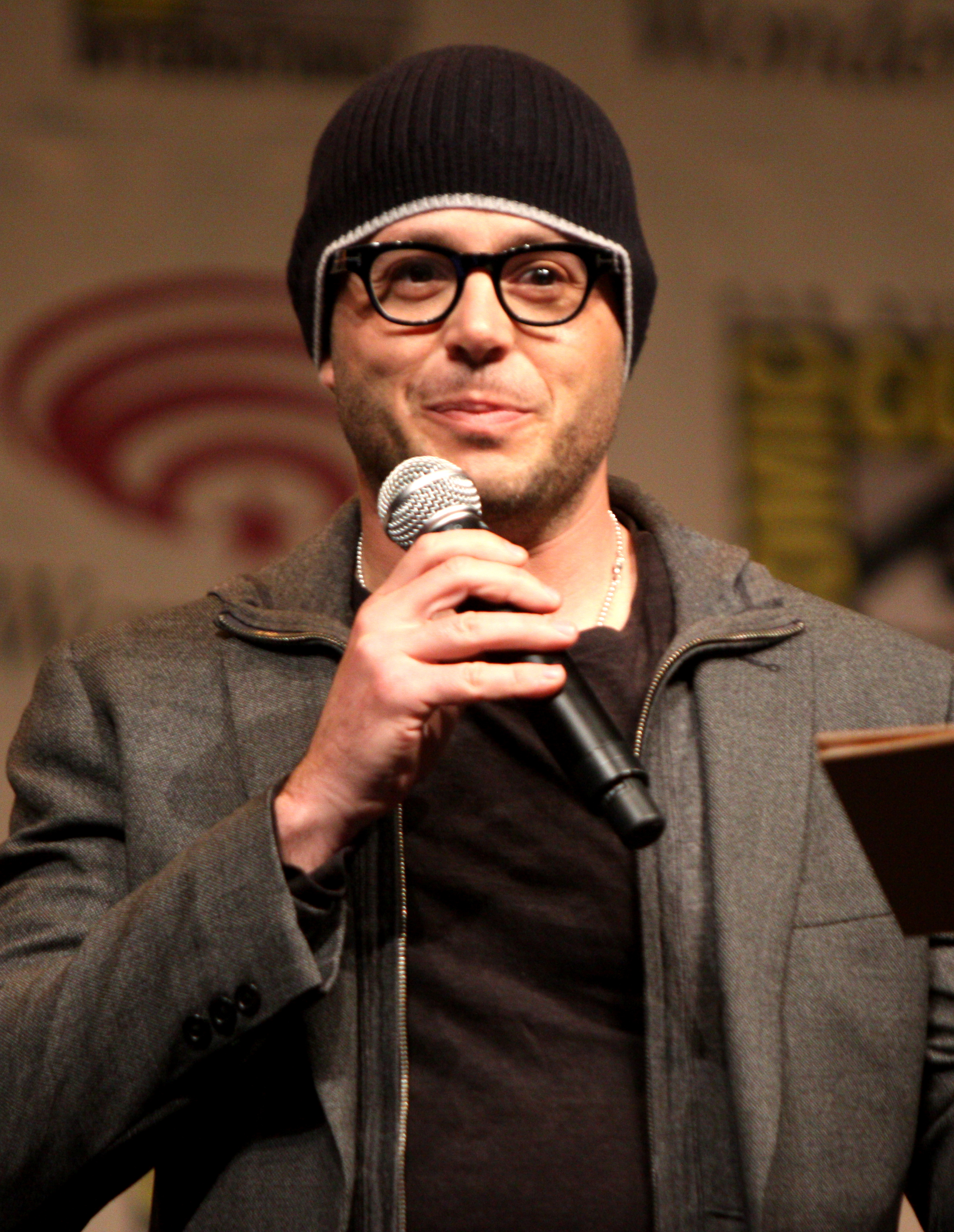
编剧戴蒙·林道夫在2012年的WonderCon展会上宣传《普罗米修斯》，他获聘对乔·斯派茨的原创剧本进行改写。

林道夫表示，剧本中的其他部分即便是没有《异形》的特色——例如异形这种生物——也足以支撑，他认为这些特点已经在以前的电影中有了足够展现，不再那么有吸引力。他说：制片人们似乎“只是想找一个人来告诉他们，这部电影中并不需要《异形》裡的那些东西，而且也不应该有。这部电影裡可以包括那些内容，但不应该成为主要内容。”。他还表示，这部电影可以与《异形》系列平行发展，其续集可以是《普罗米修斯2》而非《异形》，还提出了这种续集应该如何发展的构思。林道夫于次日早上与制片人见面，之后不久于2010年下半年受到聘请:84。在他的影响下，剧本从斯派茨的《异形》前传变成了一部更具原创性的作品:84。从2010年7月到8月，斯科特与林道夫每星期一起工作五天，一起对前者的构想和剧本需要修改的方面进行探讨，把缩减掉的《异形》象征和比喻又加了回来。2010年8到9月，林道夫花了近5个星期时间撰写自己的初稿，并于2010年9月中旬递交了自己的剧本。受到《银翼杀手》和斯派茨剧本的启发，林道夫觉得可以把《异形》故事中的动作和恐怖与《银翼杀手》的主题结合:54，来提出一些与他感觉通常会在科幻电影中提出的问题相比更加宏大的问题。林道夫说：
《银翼杀手》刚推出的时候（在商业上）不算成功，但人们仍然在谈论这部电影，因为其中注入了所有这些宏大的理念，（斯科特）也在谈论《普罗米修斯》中那些非常宏大的主题。有些人会希望找到一些非常重大问题的答案。不过，我觉得我们可以在不会太显做作的情况下做到这一点。没有人会想看一部人类漂浮在太空中探讨生命意义的电影……（斯派茨）原来的剧本中已经有了足够多的内容，（斯科特）只是希望能够让它更上一层楼。:54
斯科特的故事构思部分受到了艾利希·馮·丹尼肯的《諸神的戰車？未解之謎》的启发，该书涉及了古代太空人的理论，推测地球上的生命是由外星人创造的。斯科特称：“美国国家航空航天局和圣座都同意，如果没有任何外来的帮助，我们几乎不可能发展成现在这样......（本片中的）观念就是这样，来自艾利希·馮·丹尼肯有关我们人类诞生的理念。”片中的机器人大卫外貌和人类一样，但却希望自己与人类完全不同，避免了像《银翼杀手》中那种“机器人讲故事”的常见主题；当人类船员寻找自己的创造者时，大卫已经站在自己的创造者身边。这样的主题和理念都是由斯派茨提出的。斯科特很喜欢这些构思，并在林道夫的改写中对之加以进一步探讨:60。对于肖这个角色，林道夫认为有必要令其与《异形》中的雷普利有所区别，避免两个角色间的比较。在斯派茨的原稿中，肖对剧情中发生的事件有直接责任，因为她寻找获得一些有潜在危险的知识。就像对大卫这个角色一样，林道夫在对剧本进行改写时对肖的这个方面进行了扩展。他花了约8个月时间撰写剧本，于2011年3月电影开拍前完成。

### 前期制作
《普罗米修斯》的前期制作于2010年4月开始。一个小组为影片开发图形设计。斯科特说服福克斯投资数百万美元聘请科学家和概念艺术家来开发21世纪末期的景像。电影的制作过程被高度保密，其故事细节也是被“包裹得密不透风”。雷德利·斯科特决心要对剧情保密，他要求演员签订条款，防止他们泄露故事细节，演员只能在斯科特的制作办公室裡看剧本，并且还会受到监督。其中唯一的例外是有一位演员身在国外，因此不可能前往斯科特的办公室，但他在看剧本时旁边仍然有人监督。斯科特称：“我坚持认为剧本不能泄露到互联网，那里会对其进行断章取义的剖析，败坏所有人的兴致。”
2011年7月，林道夫表示本片将更多地使用实际效果来展现特技，而非过于依赖电脑特技，但还是会使用电脑绘图来制作外太空的视觉效果。斯科特称，利用数字技术，“基本上你想干什么都行”，但“道格·特鲁姆布曾告诉我，‘如果你能够用现实手段做到，就用现实手段去做。’那已经是29年前的事了。虽然我们已经拥有非凡的数字技术，我还是会选择使用现实手段，因为这样更划算。”摄影师达鲁兹·沃尔斯基说服斯科特相信使用3D方式拍摄与使用传统的2D方式一样简单有效。公司提供了一些便于进行拍摄的平台和设备，并对剧组进行正确操作的训练。据斯科特表示，决定以方式摄制本片增加了1000万美元的成本:8。由于3D拍摄需要片场有较高的照明度，因此《异形》系列电影那种黑暗和朦胧的标志性气氛是在后期制作中使用色彩分级流程来增加到影片中，所使用的3D摄制设备是基于《阿凡达》之后的新技术。

### 主体拍摄

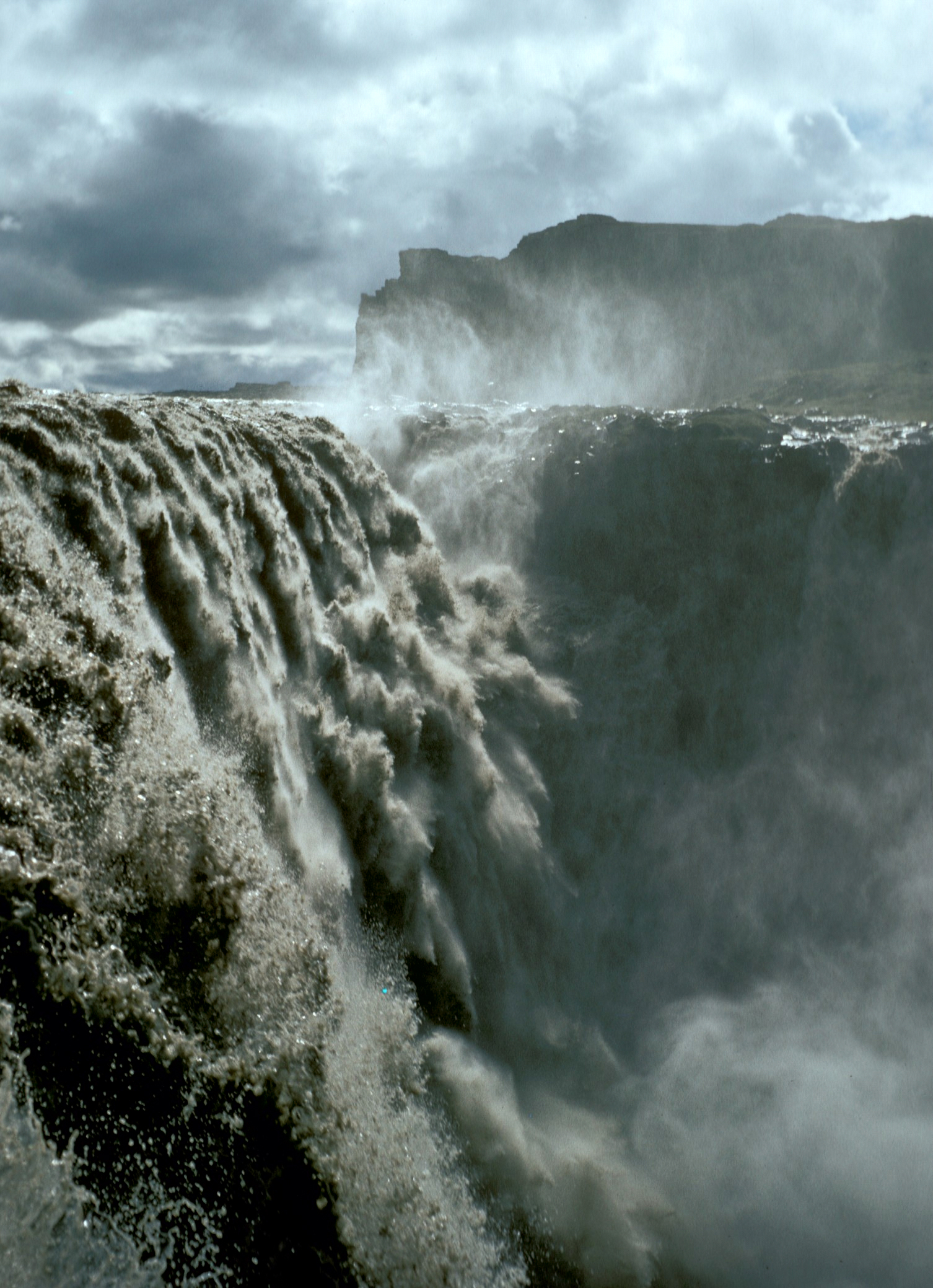
电影片头一位工程师创造生命的镜头是在冰岛的黛提瀑布取景

电影的主体拍摄工作于2011年3月21日开始并持续了82天，拍摄预算估计为1.2至1.3亿美元。电影在英格兰的松林制片厂和谢珀顿工作室开拍:64，斯科特一共动用了包括007片场在内的8个片场系统进行拍摄。由于工作室空间有限，剧组不得不在五个片场系统中制作约16套外景，其中007片场的规模就扩大了超过30%。
外星世界的外景镜头是在冰岛拍摄的，这里的拍摄工作于2011年7月11日在该国南部活火山海克拉火山附近展开，一共持续了两个星期。对于在火山旁边工作，斯科特表示：“干这行的要是有对自然感到恐惧，那么他最好还是另谋他就。”。剧组还在黛提瀑布进行了拍摄，这里是全欧洲最大的瀑布之一。在冰岛的拍摄工作成員共有160名该国成员以及200位他国成员的参与其中。斯科特称在冰岛拍摄的镜头用在电影中的约有15分钟，该地区代表的是时间的开始。这些镜头原本计划在摩洛哥取景，但2010年的阿拉伯之春抗议活动迫使剧组更换地点。剧组还曾考虑过到莫哈韦沙漠拍摄，但斯科特表示，最终选择了冰岛是因为这里的环境非常原始，有一种“侏罗纪般”的感觉。
2011年9月，剧组转战西班牙阿利坎特的光明之城（Ciudad de la Luz）电影制片厂。拍摄地点包括制片厂的大水池和附近的海滩。剧组从2011年8月22日起到2011年12月10日订下了相关区域，而外景建设则从8月起持续到9月下旬。西班牙的拍摄周期约为3个月，共有约250人的参与，给当地经济带去了约100万欧元的收益，此外剧组还有在约旦的瓦地伦谷进行拍摄。
除非必要，否则斯科特不会使用绿光屏技术。他利用各种道具来帮助任何特殊镜头中的演员了解自己视线的方向，再在后期制作时把电脑绘图内容插入镜头中:86。拉佩斯表示电影拍摄期间绿光屏技术只使用了不超过六次:58。剧组使用了五个公司的平台，其中四个配置有安装在镜头推车和支架上的瑞德数字摄影机，在拍摄期间连续使用。第五个平台也使用了这种摄影机，不过是作为動態穩定攝影（steadicam）偶尔使用。

### 后期制作
斯科特侧重于使用3D镜头来增强层次感。虽然这是他拍摄的第一部电影，但斯科特却觉得处理起来很容易。他说：“你真的可以直接透过调整旋钮来增加深度”，而“关键就是不要过头”:86。2011年12月，拉佩斯为电影进行了额外的对白录音。2012年1月还进行了额外的接机镜头拍摄，其中有一天的拍摄工作是在苏格兰的斯凯岛进行，此外还在苏格兰山区的一个山洞拍摄了一组新的镜头:56。对于黑暗场景，影片使用了色阶区分来专门补偿3D眼镜的光线损失，确保画面可以与版本相同。
2011年7月，斯科特称自己在拍摄《普罗米修斯》的过程中考虑了两个版本，一个是面向成人观众的级，另一个则是更适合未成年人观看的级，令更成人化的内容即使必须剪除也不会影响到电影的核心。斯科特表示，自己有义务遵照20世纪福克斯的要求让影片可以获得的评级，保证更广的潜在观众面。面对有关电影评级的问题斯科特表示：“问题是你是否接受，还是你会坚持影片应该保持级？从商业上，这两者会有很大区别……本片从本质上来说应该是级……不仅仅是血腥，而是其理念会产生很大的压力。”:77斯科特还表示，无论评为哪一级，他都会尽可能让影片更加激进:77，而托马斯·罗斯曼则表示，斯科特不会被迫为了避免电影被评为级而牺牲其品质。2012年5月7日，福克斯确认影片被评为级，并且上映前不会再进行剪辑。据斯科特表示，片中肖使用船上的手术设备将体内的异形后代取出这组镜头是电影被评为级的重要原因，而且只有将整场戏完全删除才能获得一个更宽松的评级。肖和工程师之间的一场打斗戏予以了缩减，因为斯科特觉得让肖直接伤及工程师是不合适的，对后者的形象塑造不利。斯科特于2012年3月完成了对本片的工作。

### 音乐
之前曾与斯科特合作过的马克·斯特腾菲尔德为《普罗米修斯》创作了配乐。曲目的录制工作是在英国伦敦的阿比路录音室进行，演奏的管弦乐团规模为90人，只花了一个多星期的时间。斯特腾菲尔德是在看过剧本后开始创作曲目的，当时电影还没有开拍。他使用了一些不寻常的方法来谱曲，并表示：「我会把乐曲倒过来写在曲谱上，让乐团倒过来演奏，再用數位方式翻转。这样你听到的旋律虽然还是一样的，但经这样反过来演奏后，可以给予乐曲一种不寻常和不稳定的感觉。」。《普罗米修斯》的电影原声带专辑于2012年5月15日透過发行，再于2012年6月4日发行，其中包含23首由斯特腾菲尔德创作的曲目和哈利·葛瑞森-威廉斯的两首额外曲目。电影中还包含了弗雷德里克·肖邦1838年的作品《雨滴前奏曲》（Raindrop prelude）。

## 设计
艺术指导设计师阿瑟·马克斯（Arthur Max）是本片设计团队的領導人物。他手下艺术团队的任务是解构《异形》中的艺术和视觉效果，并将其反向设计成《普罗米修斯》中年代更早的设定。异形生物的设计者H·R·吉格尔与另外两位设计师罗恩·科布（Ron Cobb）和克里斯·福斯（Chris Foss）的作品也对本片产生了影响，他们之前曾为《异形》创作过其它一些设计方案，但斯科特当时没有对之加以发展。

### 服装和音效
斯科特在看过史蒂夫·乔布斯传记中有关使用大猩猩玻璃构建一间办公室的故事后受到启发，给片中船员的宇航服包含一个球形的玻璃头盔。他表示：“要是我生活在2083年并且打算前往外太空，为什么我会设计一个存在盲点的头盔？我想要的是个可以看到360度方位的东西。那个时候的玻璃不但轻，而且用子弹也打不穿。”道具头盔有内部照明功能，9个可供使用的影片屏幕，由两个风扇来供应空气，还有隐蔽在背包里的电池组。头盔外部包括可用光源和带有录制和发送功能的高清影片摄像机。斯科特希望宇航服不要像是NASA那种笨重的样式。经常与他合作的简提·耶茨（Janty Yates）利用植皮疗法和材料的医学研究成果开发出一种真实可信而又灵活舒适的制服。外面的宇航服以下还配有一件氯丁橡胶制成的服装，头盔和背后都与其相连。
耶茨给予太空船上每位船员独特的外形。塞隆的制服为冰银色，用丝稠和马海毛制成。耶茨称塞隆“是个冰美人。我们一直希望让她看起来尽可能显得骨感。”法斯賓達扮演的大卫衣着与其他船员类似，但纹路上更细致，来营造一种更流线性的外观。马歇尔-格林饰演的赫洛维需要有一个更休闲和放松的外形，所以穿着连帽衫、渔夫裤和人字拖。另外艾尔巴的角色则身着油光发亮的帆布外套，代表他长时间担任船长的经历。
音响效果的制作包含有多种来源，其中还包括跳跳糖和鹦鹉。片中发现的那些石棺上闪闪发光的冰就是把跳跳糖洒在潮湿的金属和石头上，然后再浇上水来营造出爆音和开裂的音效。音效设计师安·西贝利（Ann Scibelli）使用了几个星期的时间来录制鹦鹉的声音，再将其用于表现蜂鸣、警报甚至肖的异形后代发出的声音。

### 外景和交通工具
阿瑟·马克斯设计了包括外星世界景观和建筑物在内的外景，还有包括“普罗米修斯号”和工程师飞船在内的多种交通工具:64。每个外景都制作了數位化三维模型和微缩复制品，以便设计师可以設想相互间的联系，知道需要在什么地方插入电脑绘图元素。為了讓实际特效和數位特效融合得更好，设计团队从冰岛拍摄地点采集了岩石样品，使電腦繪圖的图形纹理和真正的石头相符。对于「普罗米修斯号」，马克斯研究了和欧洲空间局的太空船设计，並加上自己对未来交通工具外观的想像為起點發想。他表示希望自己能「做出一艘拥有探索银河系最深层角落所需要的任何一种技术的最先進的旗艦級太空船。」。
《普罗米修斯号》的内部是在一个双层建筑上建立的，周围有巨大而全方位的挡风玻璃包裹。塞隆的宿舍代表了她在船员中拥有更高的地位，里面配有现代和先進的設備，包括施华洛世奇水晶吊灯和一台法吉奥里钢琴。飞船上的车库建在英格兰松林制片厂的外景场地，其中的车辆花了11个星期制作，其设计可以在复杂地形上操作，外观也带有一种未来的美感。马克斯创建了外星世界的大型金字塔型建筑，其内部主体与一系列的腔室、走廊和隧道相连接，由于整个建筑实在太大，一些剧组成员甚至在內迷路。在後期製作中，加強了这个金字塔型建筑，加大建築的尺寸。片中「普罗米修斯号」船員發現頭顱雕塑房間的重要場景，是依照一座大教堂的内部设计的，用以传达出半宗教化的感觉，吉格尔设计的壁画也出现在这个房间中。
对于片中“普罗米修斯号”降落外星球的镜头，视觉效果艺术总监史蒂芬·梅辛（Steven Messing）参考了包括旋涡云层结构的图像。他还使用了冰岛和瓦地伦的航拍照片，这些照片是由视觉特效主任理查德·斯坦默斯（Richard Stammers）和自己的团队一起拍摄的。梅辛在这些图像上作出更改，并将其与外景扩展相结合，营造出逼真的景观变更。斯科特希望飞船下降的镜头有一种富丽堂皇的感觉，与《异形》中的黑暗笼罩形成对比。大部分是根据《异形》中人类船员造访的外星球设计，不过斯科特刪減了其中自己认为太不现实的内容。火星的奧林帕斯火山山和地球上的多处大型山区结构也影響了片中的景观设计。来自的顾问提供了有关外星世界的美感概念，这些概念也運用於设计中。运动图像公司利用设计素材制作了瓦地伦谷的數位模型，经过修改后放置在片中外星人的金字塔型建筑和「普罗米修斯号」的降落区域，并调整该星球上的自然景观对比外星人建筑的相对大小。

### 生物效果

用来拍摄肖的异形后代成虫的模型，其上有多条触手状的附肢，肢体中间还有一张嘴。

本片中的异形生物是由尼尔·斯坎伦（Neal Scanlan）和康纳尔·奥沙利文（Conor O'Sullivan）设计的，他们的目标是让每一个生物都有其逻辑上的生物学功能和用途。斯坎伦表示，斯科特大部分的生物设计灵感都来源于自然界中真实存在的生物，如陆地和海洋生物。生物设计师卡洛斯·胡安特（Carlos Huante）选择把这种生物设计成苍白色，与《异形》中吉格尔设计的黑色美学基调形成对比。胡安特将其设计为白色的胚胎状，因为影片中的事件发生在《异形》之前，之所以选用苍白色是因为斯科特设计的工程师皮肤外觀也是这种颜色。胡安特还参考了吉格尔的其它作品、国家名胜古迹、大型雕塑以及南达科他州的疯马纪念雕像。胡安特还设计了异形的前体「抱脸虫」（Facehugger），以及原始的异形生物，但这些之后都被刪減，没有出现在最终上映的电影中。对于工程师的设计，斯科特和胡安特参考了威廉·布莱克和约瑟夫·玛罗德·威廉·透纳的画作以及古典雕塑。斯科特希望工程师与希腊和罗马神话中的神类似，他指示设计师内维尔·佩奇（Neville Page）参考自由女神像、米开朗基罗的大卫像，以及埃尔维斯·普雷斯利。这些身高超过2.4米的工程师是透过在演员身上附加笨重的假肌肉和义肢创造出来的，他们的脸上也化有浓妆来减弱其面部特征，之后再经过数字化增强，让其拥有“神一般的”完美体型。斯科特形容这些工程师是高大、优雅的“黑暗天使”。
片中的蛇形异形是經由電腦繪圖和實體模型的方式结合製作而成的，用来控制模型的導線是透過數位電腦特效去除。片中一个蛇形异形被斩首的场景，小组使用數位动画插入了一个自动生长出来的头来替换。片中蛇形异形从拉菲・斯波扮演角色的尸体上窜出来的镜头是由斯科特使用导线控制模型完成的，他甚至没有告诉凯特・迪基，所以当时她的尖叫并不是在演戏。这一生物的设计部分受到了眼镜蛇和半透明海洋生物的启发，可以看到明显的动脉、静脉和表皮以下的器官，设计师还将其制作得更显光滑、肌肉发达和强壮有力。片中蕭一角从体内切除的异形后代被称为“三叶虫”，起初其设计类似章鱼或乌贼。佩奇在开发工作早期对这种生物进行重建，设计出其胚胎形态，其触手一开始全部融合在一起，然后会逐渐分离，像电影中展现的那样形成新的触角。而实景拍摄中的这个生物则是透过电子动画来进行遠端控制，其表皮是用硅胶制成。
费菲尔德一角发生变异的效果主要是經由化妝和義肢来达成的。由于担心透過实景技术無法達到理想的效果，剧组还製作了另一个版本备用，其中费菲尔德被渲染成「一个四肢细长，头部充血且呈半透明的數位角色，面部则结合了哈里斯的形象。」。费菲尔德的突变型態还另外制作了三个版本，但都因与人类差别太大而受到否决。
片中的“三叶虫”成虫由马克斯设计，他从地球寒武纪时期一种类似节肢动物的生物以及尚·吉羅为连载漫画《漫长的明天》（The Long Tomorrow）所画插图中的异形章鱼中找到了灵感，之后他发现的由甲醛保存的巨型乌贼又给予了进一步的启发，他的设计得到了斯科特的认可。电影最后亮相的异形成虫被斯科特命名为“执事”（Deacon），因为他觉得那个既长且尖的头部看起来就像是一位主教的冠冕。斯坎伦的目标是表现出这种生物的遗传沿袭，从蕭和赫洛维身上产出「三叶虫」开始，成虫再寄生於工程师。不过他们的重点是要让这一生物雌性化，因为「它先是由雌性生出来的，之后才是由雄性生出来。」梅辛从馬匹的生產中得到了「执事」从工程师体内破腔而出的灵感，并根据马的胎盘组织将其表皮设计得很有光泽。「执事」突出的下颚则是从欧氏尖吻鲛身上获得的灵感设计的。

### 视觉效果

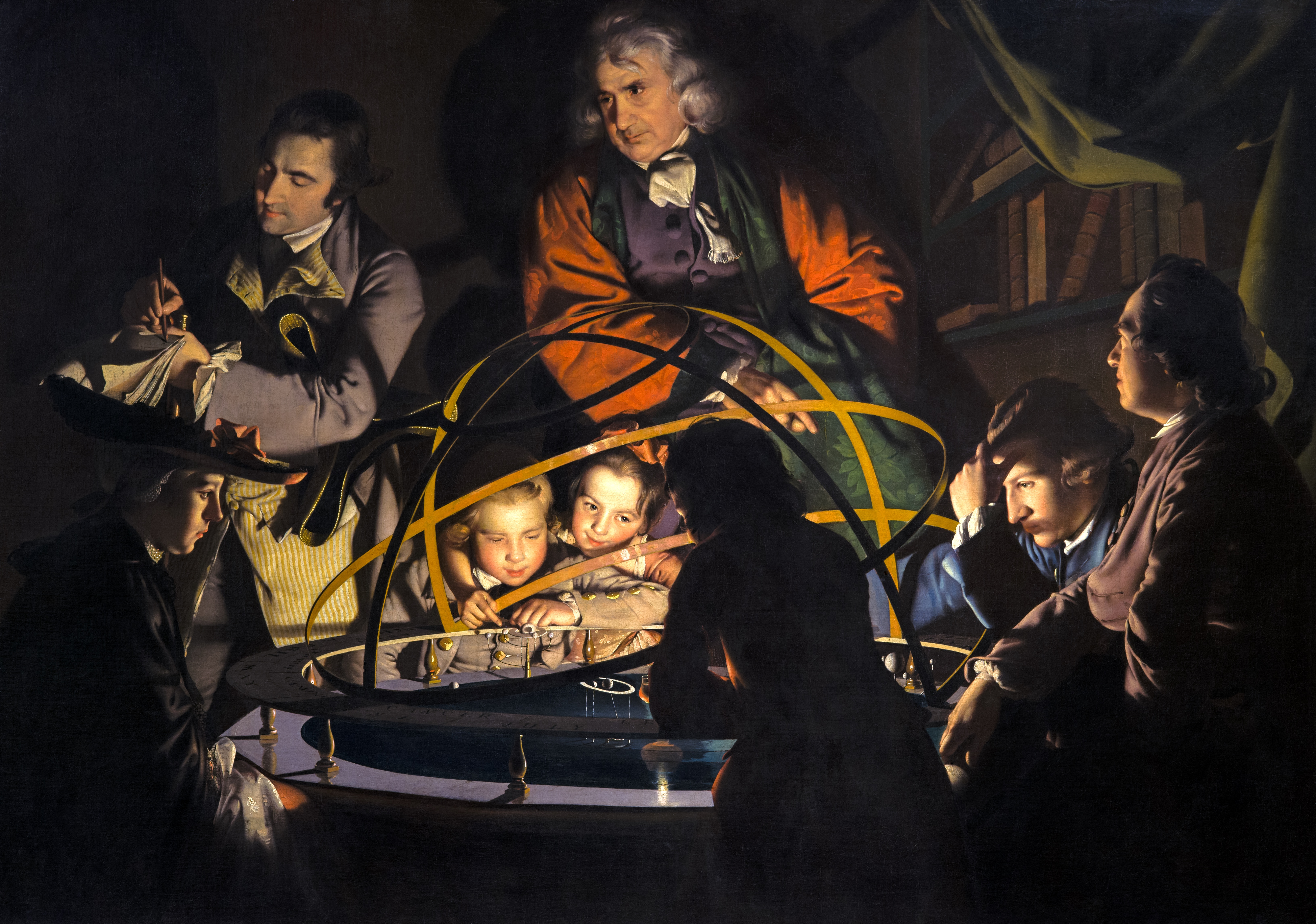
电影中的星图桥段是受到了约瑟夫·怀特·德比的画作《一位哲学家讲授太阳系仪》的启发

《普罗米修斯》包含了约1300个數位特效鏡頭:86。其中运动图像公司（Moving Picture Company，简称）所製作的鏡頭最多，共有420個鏡頭。另外还有多家特技制作公司参与了本片的特技鏡頭製作，其中包括维塔数码，、洛拉视效（Lola Visual Effects）和锤头制作公司（Hammerhead Productions）。
电影片头工程师解体创造生物的镜头是由维塔数码制作的。这个镜头的困难之处在于，必须在有限的时间内表现出工程师的崩解，然後再经过变化和重组变成地球上的效果。制作团队专注于利用不同阶段的效果来傳達其不断变化的本质。斯科特要求该公司把重点放在工程师体内发生的破坏上。工程师的使用了偏淡的配色方案，还使用了腐烂的鱼刺作为参考，表现出受到感染后熔融的过程。为了找到表现被破坏的方法，制作团队用硅树脂雕刻出脉状结构，然后注入黑色墨水和油，并将其之后一段较长时间的变化拍摄下来。
片中一个涉及大型全息星图的关键场景被称为“太阳系仪”，这个镜头是受到约瑟夫·怀特·德比（Joseph Wright of Derby）的画作《一位哲学家讲授太阳系仪》（A Philosopher Lecturing on the Orrery）的启发，其内容是一位科学家在烛火下展示一台机械式天象仪。斯科特在与斯派茨探讨星图必要性时曾提及自己设想的物理表现方式，该方式与这幅画类似，但他当时不知道画的名字，于是形容那是“在烛光旁圆环套圆环的图像”，斯派茨根据这一描述找到了这幅画。他感叹：「从星图飞跃到启蒙运动时代的画作，再又返回到遥远的未来。（斯科特）在这方面的心智实在令人赞叹。」「 太阳系仪」是片中最复杂的视觉特技镜头之一，其中包含8000万到1亿个多边形，花了好几个星期的时间才从一个单独的完整镜头基础上渲染完成。

## 市场营销

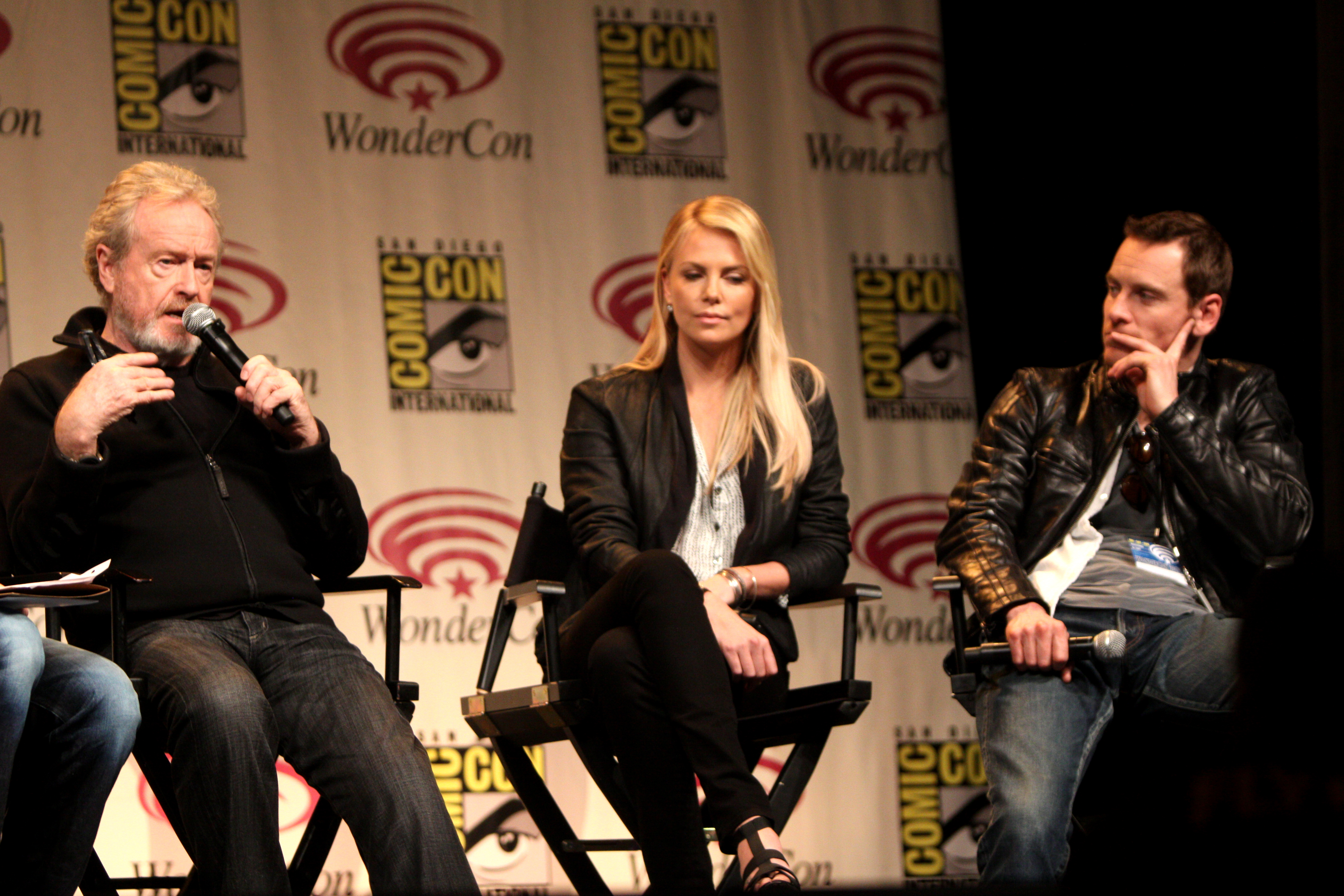
雷德利·斯科特、查理兹·塞隆和麥克·法斯賓達在2012年3月的WonderCon展会上为本片作宣传

《普罗米修斯》的宣传活动于2011年7月21日在圣地亚哥国际动漫展上展开，林道夫和塞隆在这里介绍了电影中的图像和片段，斯科特和拉佩斯透过卫星连线参与活動。其中显示塞隆光着身子在做俯卧撑的片段引起的关注度最高。2011年12月14日发行了一张預告海报，其上的标语写道：「对我们起源的搜寻可能导致我们的灭亡。」。2011年11月27日，一个盗版且不完整的预告片被泄露到互联网上，但很快就被福斯撤下。电影的预告片最终于2011年12月22日正式发布。
2012年3月17日，身为AMC電影院合伙人的斯科特于加利福尼亚州阿納海姆的展会期间在迪斯尼市中心电影院主持了首部《普罗米修斯》预告片的首映式。活动經由串流媒体形式在Facebook、Twitter和电影院的网站上全程直播，预告片在首映后立即发布到了的频道。出席的人士和Twitter上的用户都对这部预告片予以肯定，其发行后前三天观看人次就达到近300万。2012年4月10日，媒体报道称伦敦莱斯特广场的电影院播放了13分钟的本片开场剪辑片段，并且还是格式。这些片段，特别是视觉效果以及法斯賓達、拉佩斯、塞隆和艾尔巴的表演获得了一致好评。
2012年4月29日，英国第四台在电视剧《国土安全》的第一个广告休息时间里播放了《普罗米修斯》的预告片，这也是该预告片的国际首发。电视台鼓励观众把自己的看法分享到，其中有一些会在之后的广告休息时间予以广播，这也是历史上首次将观众的推文用到电视广告中。社交网络服务平台还推出了一项有奖竞赛活动，观众有机会赢得影片的电影票。2012年5月8日，英国通訊傳播主管機構开始对这个广告进行涉嫌违反广播条例的调查，据称这是因为广告期间电视荧幕上还存在第四台的商标时出现了鼓励观众订票的画外音。英国的广播条例要求广告和电视购物必须与其他节目内容有明显区别，因此这个广告有可能触犯了这一规则。
虽然商家通常会避免对促銷偏向成人的电影以接觸到更多的觀眾，但包括库尔斯酿酒公司、亚马逊公司和在内的多个商家还是与本片结成了促销合作伙伴关系，估计在营销支持上的花费达到3000万美元。亚马逊会指导感兴趣的用户透过购买电影票，发给客户的产品中也会附有宣传资料，这是亚马逊首次允许外部公司进行这样的营销。电影在伦敦的首映式透过流媒体在影片的网站和的页面进行直播。还对活动进行了促进，从社交网站上收集观众提出的问题，再转交现场的记者进行提问。国家娱乐收藏品协会开发了一系列的《普罗米修斯》动作玩偶，计划在2012年9月发行。一本包含影片制作技术介绍和幕后照片，名为《普罗米修斯：电影的艺术》（Prometheus: The Art of the Film）的书于2012年6月12日发行。

### 病毒宣传活动

报纸上的一份“大卫”（由麥克·法斯賓達扮演）的广告。这份广告凸显了病毒网站宣传活动和电影与威讯之间的市场营销伙伴关系。

2012年2月28日，《普罗米修斯》以一段影片开始病毒式行销活动，由皮尔斯扮演的彼得・韦兰在影片中发表了一段演说，阐述了自己对未来的设想。影片的时代背景为2023年，呈现了未来TED大会的远景，这是一场一年一度在加利福尼亚州长滩举行的技术和设计活动。这个片段由斯科特和林道夫构想和设计，斯科特的儿子卢克（Luke）执导。作品与合作并以其为背景是因为林道夫希望让更多的人了解这一活动。林道夫表示，镜头中的事情发生在一个未来的体育馆是因为：「像彼得·韦兰这样一个非常自负的人十有八九会对说：『要是你想让我发表一场演说，我只会在温布利球场进行。』」
社区主任汤姆・里利（Tom Rielly）帮助电影制作人获得了使用品牌的许可，这也是该品牌首度用于促销目的。里利参与了对影片中2023年大会的设计，并表示这次合作给的网站带去了数百万的独立访问次数。影片发布的同时，网站上还出现了有关2023年大会的虚构博客，还有一个虚构的韦兰公司网站。2012年3月6日，韦兰公司的网站进行了更新，访客可以参与一个向公司投资的游戏，进而发现新的《普罗米修斯》媒体。
2012年展会期间，来到本片展台前的参与者将获得一张韦兰公司的名片，上面印有网址和电话号码，用户拨通该号码后会收到一条来自韦兰公司的信息，其中包括有一段影片的链接，这段影片是韦兰公司「大卫8号」机器人的广告，由法斯賓達解说。2012年4月17日又发布了这段影片的扩展版本，其中列举了这种机器人的特点，包括无缝复制人类情绪并且不受道德约束和困扰的能力。《华尔街日报》刊登了一整页的“大卫8号”广告，并且还有开通账号，以便用户向其提出问题。提供了对“普罗米修斯号”太空船的虚拟旅程。2012年5月16日，一段名为“宁静之眼”（Quiet Eye）的影片在的页面上首次亮相，其中有拉佩斯扮演的肖一角透过电话呼叫韦兰公司请求援助寻找外星生命，但这段通话被《异形》系列电影中的公司监听了。法国巴黎地铁的圣马丁（Saint-Martin）幽灵车站经装修转变成与本片中的外星建筑类似，路过的地铁乘客都可以看到。电影上映后，病毒宣传活动仍在继续，一个新的网站上列出了影片片尾的字幕，还包含有一段彼得・韦兰的影片，他在其中引用了弗里德里希·尼采的哲学小说《查拉图斯特拉如是说》。另一段影片于2012年9月发布，其中有艾尔巴扮演的船长简尼克准备出发执行任务。
在2012年5月的數位好莱坞（Digital Hollywood）大会上，林道夫表示这些影片源于影片作为《异形》前传的地位问题，他们相信制作由片中明星出演的影片会比任何有关本片和《异形》系列电影联系的评论更有吸引力。他还表示，这些影片应该要够酷，让观众感到物有所值，同时又不能太过关键，以免在最终上映的电影中没有这些内容时对观众的感观产生不利影响。

## 发行
《普罗米修斯》于2012年5月31日在伦敦莱斯特广场的帝国电影院举行了首映式，再于次日起在英国发行，6月8日起在北美上映。电影的和版本也同时上映，还进行了运动座椅编码来向电影观众提供物理性的反馈。

### 预发行
电影在英国上映前预售出的电影票价值约有100万英镑。英国最大的电影院预售出18827张电影票，以29万3312英镑的成绩刷新了该影院预发行最高周票房纪录，也以13万7000英镑刷新了单日预售的票房纪录。最终《普罗米修斯》在这家电影院一共预售出30000张票，进账47万零977英镑，超越《哈利·波特与死亡圣器（下）》和《阿凡达》成为该影院预订量最高的电影。
对北美电影观众进行的追踪调查结果显示，男性观众对本片非常感兴趣，而女性观众则相反。影片在北美的上映时间与《荒失失奇兵3：歐洲逐隻捉》相同，后者是2012年暑期美国电影市场上的第一部老少皆宜的作品，媒体在哪一部电影能在上映首周拔得头筹问题上的预测相互矛盾。2012年6月6日，一份调查显示有42%的日报认为《普罗米修斯》将会打败《荒失失奇兵3：歐洲逐隻捉》。而互联网上的追踪显示，《普罗米修斯》的关注度每多发布一个宣传片后就会出现飙升。媒体预计《普罗米修斯》上映首周收入为3000万美元，而《荒失失奇兵3：歐洲逐隻捉》则有4500万美元左右，随着周末的临近，追踪调查显示《荒失失奇兵3：歐洲逐隻捉》首周收入约为5500万美元，《普罗米修斯》则为5000至5500万美元。由于分级上比《荒失失奇兵3：歐洲逐隻捉》更严，放映《普罗米修斯》 的电影院数量要少264家。

### 票房
《普罗米修斯》整体获得了商业上的成功。影片在北美获得了开门红，虽然尚未达到电影公司的预期，但在其他国家上映期间一直有强势表现。影片在北美进账1亿2647万7084美元，其他国家2亿7687万7385美元，全球总票房为4亿零335万4469美元，在2012年的所有电影中可以排到第18位，如果不考虑通货膨胀因素，截止2013年12月中旬，这个成绩也可以在世界电影历史票房总榜上名列第178位。
从2012年5月30日至6月1日——北美市场发行前一星期——《普罗米修斯》先后在15个国家和地区上映。之所以提前上映是为了避免与下星期开始的2012年欧洲足球锦标赛竞争。电影在英国上映的第一天收入为339万美元，俄罗斯为220万美元，法国为150万美元。影片在这15个市场上的4695家电影院首周共计进账3480万美元，登上了其中14个市场的周票房冠军宝座，平均每家电影院收入7461美元。不过总体票房成绩则落后于《黑衣人3》和《白雪公主与猎人》屈居第三位。电影在英国、爱尔兰和马耳他上映首周进账1010万美元，俄罗斯和独联体国家为980万美元，法国和马格里布地区为668万美元。到了6月8日，影片已经在共计50个市场上发行，并且在澳大利亚和韩国的上映首周都获得了成功，分别收入720万和420万美元。本片于8月下旬在日本上映，收入960万美元。
《普罗米修斯》在北美上映首日就获得了2140万美元的票房收入，之前一晚在1368家电影院放映午夜场又收入了356万1000美元，其中294家电影院进账103万美元。影片首周在3396家电影院共计收入5105万美元，平均每家15032美元，在票房榜上名列第二位，仅次于收入6040万美元的《荒失失奇兵3：歐洲逐隻捉》，这也是斯科特执导电影上映首周的第二好成绩，落后于2001年的惊悚片《人魔》。在所有首周登上票房榜亚军位置的电影中，本片可以排到第三位，还可以在所有前传电影中排到第九位，所有R级电影中排第十位。电影上映首周的观众中男性占57%，25岁以上观众占64%，两项都创下了新的纪录。影片的票房收入中有54%属于放映收入，其中占18%。影片于2012年9月20日结束放映，共计上映105天，票房收益1亿2647万7084美元。截止2013年12月中旬，本片在所有上映期间从未登上票房榜冠军宝座的电影中票房可以排到第52位。

### 专业评价

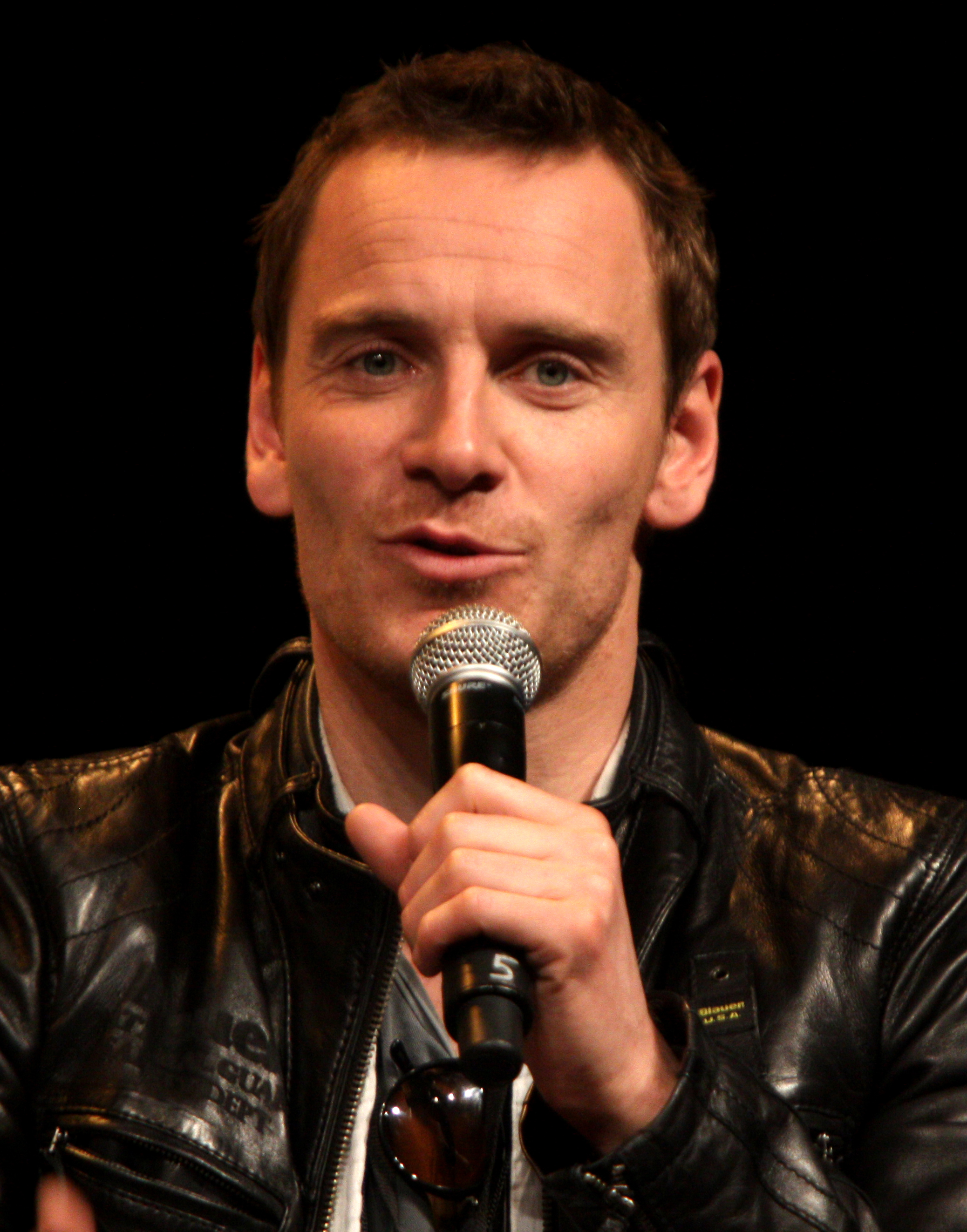
影评人对于麥克·法斯賓達（摄于2012年）扮演的机器人大卫给予了一致好评

《普罗米修斯》上映后获得的评价总价趋于正面。根据烂蕃茄上收集的269篇评论文章，其中有198篇给出了“新鲜”的正面评价，“新鲜度”为74%，平均得分6.9（最高10分），该网站上对本片的共识评价中写道：“雷德利·斯科特这部野心勃勃的《异形》準前传并不能回答所有的重大问题，但仍然让观众享受到了令人难忘的壮观视觉场面和令人信服的表演——特别是麥克·法斯賓達诠释的考究机器人。”而在Metacritic上收集的42篇评论文章中，有24篇给出好评，1篇差评，17篇褒贬不一，獲得64分（滿分100），这也属于总体正面的评价。进行的市场调查显示影迷对本片的平均评价为（最好，最差），其中25岁以下观众对其评价最高，为。多份评价中称赞了整部电影的视觉美感和设计，法斯賓達扮演的机器人大卫更是获得了几乎一致性的好评。不过对于本片的剧情，影评人褒贬不一，他们批评剧情缺乏惊喜或是留下了没有解决的问题，对片中的动作和恐怖戏码也产生了不利影响。
《好莱坞报道》的托德·麦卡锡（Todd McCarthy）称赞影片的视觉效果生动、惊人，在技术层面上达到了壮观的水平，还表扬了法斯賓達、拉佩斯和塞隆的表演，不过他也认为电影一方面冒险前往意外目的地的设定虽然让人感到兴奋，但另一方面也有些过于迎合观众的期望。《Time Out伦敦》的汤姆·赫德尔斯顿（Tom Huddleston）对影片的摄影和设计有高度评价，但是“剧本感觉很平淡......对白存在偷懒，而剧情虽然堆满了引人注目的概念，但就是没法凝聚起来。在令人愉悦的设定背后，其核心表现很鬆垮和混乱，有些时候还略显沉闷，高潮戏空有精彩的镜头，但没有真正的气势。”伊曼纽尔·利维（Emanuel Levy）表示，剧本是他对本片唯一感到失望的方面，对此他说：“不仅仅是不平等，而且还作出了超过能力的承诺要提供更多的原创理念和主题。”罗杰·艾伯特给本片四星的高度评价（最高四星），称赞影片的“剧情完美融合，特效和演员都恰到好处，拍摄手法理智，镜头有效而且不致分散观众的注意力。”艾伯特认为拉佩斯的表演“延续表现了西格妮·韦弗在《异形》中开创的优秀女性实力”，还对艾尔巴饰演的简尼克一角性格发展最感兴趣。他还认为剧情中提出的问题最终又不做回答，让这部影片变加有趣，并且与“科幻黄金时代的经典传承”保持一致。他之后将本片列入2012年最优秀的电影之一。
《全面电影》（Total Film）的乔纳森·克罗克（Jonathan Crocker）称赞电影剧情上成功地将自身与《异形》的神话相结合的同时，又提供了自己的原创构想。《娱乐周刊》的丽莎·施瓦茨鲍姆（Lisa Schwarzbaum）对电影中的演员——特别是拉佩斯——和摄影表现持肯定态度。网站的安德鲁·奥黑尔（Andrew O'Hehir）称这部电影“阴郁、壮观而沉重”，但其“自命不凡和装腔作势......既是电影的强大实力，又是其极大的弱点”，他还批评片中角色缺乏常识，并谈论了沃尔斯基的摄影和马克思的艺术指导表现。《纽约时报》的批评电影剧情弱薄，叙事的曲折和反复削弱了其“高高在上，震撼人心的潜力”。他认为这部电影没有任何的启示，只有“令人吃惊的瞬间中包含的失去意义或共鸣的信息”，不过他还是称赞了拉佩斯饰演的女主角“脆弱而坚定”。
《综艺》杂志影评人贾斯汀·常（Justin Chang）认为，这部电影的叙事结构无法处理剧情的哲学思维，并且考虑到很可能会拍摄续集，本片在关键的故事情节上就懒散地进行了延迟。《卫报》的彼得·布拉德肖（Peter Bradshaw）认为《普罗米修斯》与《异形》相比“更宏伟，更详细”但在引起观众兴趣上则有所不足，缺乏“临门一脚”。《帝国杂志》的伊恩·内森（Ian Nathan）对拉佩斯的角色不以为然，觉得这个主角缺乏说服力。他认为这部电影“缺乏悬念，角色俗套，剧本单薄。虽然有令人惊叹的视觉效果和法斯賓達的精彩表演，也没能避免《普罗米修斯》感觉起来就像是《异形》的穷亲戚”。《乡村之声》（The Village Voice）的尼克·平克顿（Nick Pinkerton）认为《普罗米修斯》是一部“容易显得浅薄而沉重”的电影，而斯科特“仍然能够把一部史诗般高贵和重要的电影外表模仿得似模像样——但这样的电影也就只剩下外表而已。”他批评拉佩斯和马歇尔·格林没能让两人角色间的恋情引起观众的兴趣，不过也称片中还是有一些能够引起爱好者兴趣并加以收藏的东西。
詹姆斯·卡梅隆表示：“我喜欢《普罗米修斯》，这部电影真是棒极了。我认为这是雷德利对科幻电影极具兴致的回归，拥有优异的战术性能，漂亮的摄师和杰出的原生。可能会有一些地方我会用不同的方式处理，但这并不重要，因为对于任何电影你都可以这样说。”

### 荣誉
| 年份 | 组织                       | 奖项                                 | 获奖者 | 结果 | 来源            |
| ---- | -------------------------- | ------------------------------------ | --- | ---- | --------------- |
| 2012 | 金拖车奖                   | 2012年暑期大片预告片                 | 《普罗米修斯》中的《并不孤单》，20世纪福克斯                                                                             | 提名 | [ 219 ]         |
| 2012 | 金拖车奖                   | 最佳音效剪辑                         | 《普罗米修斯》，20世纪福克斯                                                                                             | 提名 | [ 219 ]         |
| 2012 | 主要艺术奖                 | 数字奖                               | “韦兰产业”网站 | 獲獎 | [ 220 ]         |
| 2012 | 主要艺术奖                 | 创新媒体奖                           | 《普罗米修斯》 | 獲獎 | [ 220 ]         |
| 2012 | 凤凰城影评人协会           | 最佳视觉效果                         | 理查德·斯坦默斯、查里·亨利和马丁·希尔                                                                                    | 提名 | [ 221 ]         |
| 2012 | 卫星奖                     | 视觉效果                             | 理查德·斯坦默斯、查里·亨利和马丁·希尔                                                                                    | 提名 | [ 222 ]         |
| 2012 | 卫星奖                     | 音效（混音和剪辑）                   | 维克多·雷·恩尼斯（Victor Ray Ennis）、安·西贝利、约翰·库西（John Cucci）和马克·P·斯托金格（Mark P. Stoeckinger）                                                      | 提名 | [ 222 ]         |
| 2012 | 2012年青少年选择奖         | 电影选择奖：突出表现女星             | 劳米·拉佩斯 | 提名 | [ 223 ]         |
| 2012 | 2012年青少年选择奖         | 暑期动作电影选择奖                   | 《普罗米修斯》 | 提名 | [ 223 ]         |
| 2012 | 2012年青少年选择奖         | 暑期电影女演员选择奖                 | 查理兹·塞隆（还因《白雪公主与猎人》获提名）                                                                              | 提名 | [ 223 ]         |
| 2013 | 奥斯卡金像奖               | 视觉效果                             | 理查德·斯坦默斯、查里·亨利（Charley Henley）、特雷弗·伍德（Trevor Wood）和马丁·希尔（Martin Hill）                                                           | 提名 | [ 224 ] [ 225 ] |
| 2013 | 藝術指導公會杰出作品设计奖 | 奇幻电影                             | 阿瑟·马克斯 | 提名 | [ 226 ]         |
| 2013 | 英国电影学院奖             | 特技视效                             | 理查德·斯坦默斯、查里·亨利、特雷弗·伍德和马丁·希尔                                                                       | 提名 | [ 227 ]         |
| 2013 | 影评人选择奖               | 最佳科幻或恐怖片                     | 《普罗米修斯》 | 提名 | [ 228 ]         |
| 2013 | 金卷轴奖                   | 最佳音效剪辑——音效和福莱音效         | 《普罗米修斯》 | 提名 | [ 229 ]         |
| 2013 | 视觉效果协会               | 杰出电影长片合成                     | 泽维尔·布尔克（Xavier Bourque）、山姆·科尔（Sam Cole）、西蒙尼·雷吉内里（Simone Riginelli）和丹尼斯·斯科隆（Denis Scolan）因《普罗米修斯》中的“工程师和太阳系仪”戏段获提名 | 提名 | [ 230 ]         |
| 2013 | 视觉效果协会               | 杰出真人电影长片环境创建             | 朱利安·博巴赫（Julien Bolbach）、马可·杰诺韦西（Marco Genovesi）、马丁·里德尔（Martin Riedel）、马可·罗兰迪（Marco Rolandi）因创建片中的“”星球环境而获提名                     | 提名 | [ 230 ]         |
| 2013 | 视觉效果协会               | 以视觉效果为卖点电影类杰出视觉效果奖 | 保罗·巴特沃思（Paul Butterworth）、查里·亨利、艾伦·马里斯（Allen Maris）和理查德·斯坦默斯因《普罗米修斯》而获提名                                   | 提名 | [ 230 ]         |
| 2013 | 伦敦影评人协会             | 年度男配角                           | 麥克·法斯賓達 | 提名 | [ 221 ]         |
| 2013 | 土星奖                     | 最佳科幻电影                         | 《普罗米修斯》 | 提名 | [ 231 ]         |
| 2013 | 土星奖                     | 最佳男配角                           | 麥克·法斯賓達 | 提名 | [ 231 ]         |

### 家用媒体
2012年6月1日，《普罗米修斯》的和蓝光影碟出现在亚马逊公司的预订商品名单上，这时距其在影院上映都还有一个礼拜。还有提供有限的电影票来作为预订的奖励措施。2012年6月，获得了影片的网络电视首映权。2012年9月7日，福克斯宣布《普罗米修斯》将成为其新数字发布平台“数字”的首发作品。影片于2012年9月18日开始通过包括亚马逊、和以内的多个平台在超过50个国家进行下载和流媒体发行，比、蓝光影碟和隨選視訊还要早三个星期。影片的和蓝光影碟于2012年10月9日发布。电影的蓝光影碟分为一个双碟套装和一个四碟的“珍藏版”。两者都包括影院上映版本的《普罗米修斯》，斯科特、林道夫和斯派茨的评论音轨，电影的和数字副本，替代和删除镜头以及其他花絮。此外珍藏版还包含电影的3D版本以及包括电影制作纪录片在内长近7个小时的附加花絮。2012年10月8日，有报道称福克斯要求为家用媒体制作本片的加长版，但斯科特拒绝把已经删减的镜头又加回到影院版本的电影中，他认为电影院上映的就相当于是自己的导演剪辑版。《普罗米修斯》的和蓝光影碟在英国发行首周就登上畅销榜冠军定座，并且与亚军的销量相较的比例为三比一。

## 续集
在2012年3月17日的展会上，斯科特表示本片留下许多尚未解决的问题，可能会在续集解答。他说：“如果我们运气好的话，会有第二部出来。影片的确留给了你一些很好的悬而未决的问题。”。面对续集是否会是《异形》直接相关前传的问题，林道夫回答：“如果我们有幸制作续集的话……它会和原本的《异形》距离更远。”2012年6月，林道夫称本片中有些剧情元素是故意让其没有得到解决，以便在续集中给出答案，他和斯科特已经深入讨论了解决方案，使《普罗米修斯》即使没有续集也可以成为一部独立的作品。斯科特称，续集将跟随肖前往她的下一个目的地：“因为要是那就是天堂，天堂就不可能是你所想像的那个样子。天堂的内涵是极端险恶和不详的。”林道夫觉得自己有可能不会参与续集的制作，但他也表示，如果斯科特希望某个项目有他的参与，那他会很难拒绝。同时他还认为《普罗米修斯》有从新鲜的构思或创意中获益。斯科特表示，还需要有一部额外的电影来弥合《普罗米修斯》的续集和《异形》之间存在的差距。2012年8月1日，有报道确认福克斯公司打算拍摄续集，斯科特、拉佩斯和法斯賓達都将回归，并且已经在于新的编剧进行商谈，以便在林道夫不能回归时加以接替。影片预计至少要到2014年才会上映。2012年12月19日，有报道称林道夫由于已经接下了其他工作而决定不参与本片续集的制作。2013年6月，有报道称杰克·裴格伦（Jack Paglen）正在进行担任续集编剧的谈判。2013年10月，斯科特确认剧本已经完成。但在2014年3月，却有报道称迈克尔·格林（Michael Green）正受聘重写裴格伦的剧本。影片于2017年5月19日上映。